# A Hora da Estrela
A Hora da Estrela és una pel·lícula dramàtica brasilera de 1985, opera prima de Suzana Amaral protagonitzada per Marcélia Cartaxo, José Dumont, Tamara Taxman i Umberto Magnani. El guió és una adaptació de la novel·la homònima de Clarice Lispector. Al novembre de 2015, la pel·lícula va entrar en la llista elaborada per l'Associação Brasileira de Críticos de Cinema (Abraccine) de les 100 millors pel·lícules brasileres de tots els temps.

## Argument
Macabéa, una jove òrfena de 19 anys semianalfabeta de la regió nord-est, va a São Paulo per a ser mecanògrafa. Es muda a una pensió molt pobra amb 3 altres dones i viu una vida tranquil·la. Coneix a Olímpico de Jesús, un metal·lúrgic, i els dos comencen a sortir. No obstant això, la relació no funciona i Olímpico deixa a Macabéa per Glória, la companya de treball de la seva ex-xicota, qui, per recomanació de la seva endevina, li roba el xicot a Macabéa. Glória li recomana a Macabéa a la seva endevina perquè se senti millor, i Macabéa decideix anar. L'endevina li diu a la noia que la seva vida canviarà sobtadament: el seu ex-xicot li demanarà que torni, ella guanyarà una gran fortuna i es casarà amb un estranger ben plantat que s'enamorarà d'ella. Macabéa surt emocionada, i en caminar cap al carrer és atropellada per un Mercedes i mor.

## Repartiment
| Actor                 | Personatge                  |
| --------------------- | --------------------------- |
| Marcélia Cartaxo      | Macabéa                     |
| José Dumont           | Oolímpico de Jesus          |
| Fernanda Montenegro   | Madame Carlota, endivina    |
| Tamara Taxman         | Gloria                      |
| Umberto Magnani       | Seu Raymond                 |
| Denoy de Oliveira     | Pereira                     |
| Marli Bortoletto      | Assistent de barret de copa |
| María do Carmo Soares | María del Carmen            |
| Dirce Militello       | Mare de Gloria              |
| Sonia Guedes          | Joana                       |

## Producció
El primer llargmetratge dirigit per la cineasta Suzana Amaral és una adaptació cinematogràfica de la novel·la L'hora de l'estrella, de l'escriptora Clarice Lispectorde Juny 2021. La pel·lícula va ser produïda per l'estudi Raiz Produções Cinematográficas i amb finançament addicional d’Embrafilme, empresa d'economia mixta estatal del Brasil.
Marcélia Cartaxo va ser la escollida per a interpretar a la protagonista Macabéa, sent aquest el seu debut cinematogràfic. Suzana Amaral va optar per desenvolupar la història de la pel·lícula amb pocs diàlegs per a representar la solitud i les dificultats de la vida quotidiana a la ciutat de São Paulo.

## Estrena
La pel·lícula es va estrenar al Festival de Brasília de 1985, on va guanyar gairebé tots els premis. Al febrer de 1986, es va projectar al 36è Festival Internacional de Cinema de Berlín, on també va ser premiada.
La pel·lícula es va estrenar comercialment en cinemes brasilers el 25 d'abril de 1986, i va estar en cartelleres de Mèxic i els Estats Units

## Recepció

### Crítica
A Hora da Estrela és considerada un dels clàssics del cinema brasiler. La Associação Brasileira de Críticos de Cinema (Abraccine) la va nomenar com una de les 100 millors pel·lícules brasileres de tots els temps en 2016. Embrafilme (Empresa Brasileira de Filmes S.A.) a va triar per a representar al Brasil als Premis Oscar en la categoria a millor pel·lícula estrangera el 1986, sense èxit.
La pel·lícula està inclosa en la novena col·lecció de crítiques cinematogràfiques de la crítica Pauline Kael, Hooked, on va escriure: "la imatge de Macabeia de Marcélia Cartaxo és el que la fa - la terrible solitud d'aquesta dona de massa, aquesta classe de dona que ningú notaria al carrer. Umberto D. va representar a tots els ancians orgullosos i enutjats per no viure de les seves pensions, però també era ell mateix, el seu propi vell testarrut. Macabéa és ella mateixa en els seus moments d’alegria: somriu serenament mentre gaudeix el seu diumenge amb un viatge amb metro. És el triomf de Suzana Amaral que aquesta noia s'allunyi de si mateixa. Entumida com està, està igual de viva com Amaral o tu o jo, i més misteriosament."

### Premis i nominacions
En 1985, la pel·lícula va ser la gran triomfadora en el Festival de Brasília, guanyant en les categories 'Millor pel·lícula'; 'Millor edició' per a Idê Lacreta; 'Millor fotografia' per a Edgar Moura, 'Millor actriu' per a Marcélia Cartaxo i 'Millor actor' per a José Dumont.
La pel·lícula va guanyar diversos premis en 1986, incloent-hi l’ Os de Plata en el Festival de Cinema de Berlín de 'Millor actriu' per a Marcélia Cartaxo La directora Suzana Amaral va ser nominada a l'Os d'Or i va rebre el 'Premi de la Crítica'. La pel·lícula també va participar en el Festival de l'Havana, on Suzana Amaral va obtenir el premi a 'Millor direcció'.
La pel·lícula també va rebre el 'Trofeu Jangada' atorgat per la Oficina Catòlica Internacional de Cinema (OCIC).